# Complot de Talleyrand et de Fouché
Le complot fomenté par Charles-Maurice de Talleyrand-Périgord et Joseph Fouché durant les derniers mois de 1808 vise, à la suite de rumeurs de mort de Napoléon Bonaparte (en pleine guerre d'Espagne), à conserver le pouvoir en confiant la régence à l'impératrice Joséphine. Cette intrigue n'a pas l'occasion de se concrétiser : Napoléon, bien vivant et ayant eu vent de ces préparations (les deux complices agissent au grand jour), quitte précipitamment l'Espagne en janvier 1809 pour revenir à Paris. Si les explications personnelles sont orageuses, les conséquences pour Talleyrand et Fouché restent limitées.

## Déroulement
Joseph Fouché et Talleyrand étaient fâchés, c'est Alexandre Maurice Blanc de Lanautte (1754-1830), comte d'Hauterive qui les raccommoda au cours d'un déjeuner qu'il organisa en 1809, dans sa maison de campagne à Bagneux près de Paris.

### Intrigue
Talleyrand et Fouché cherchent le soutien de Joachim Murat, qui réagit par un silence prudent.
Voulant montrer leur nouvelle alliance et préparer les esprits, ils se promènent bras-dessus bras-dessous, ce qui ne manque pas de faire parler. Bientôt, la rumeur d'une intrigue se répand.

### Réaction de Napoléon
La rumeur parvient jusqu'à Napoléon, en Espagne. Inquiété par la nouvelle, il abandonne immédiatement ses opérations militaires et se précipite à Paris, couvrant la distance en un temps record.
Le 27 janvier 1809, Napoléon convoque Talleyrand (qu'il considère comme plus coupable que Fouché) à un conseil restreint de circonstance, et s'emporte contre lui, l'injuriant :

« Vous êtes un voleur, un lâche, un homme sans foi ; vous ne croyiez pas à Dieu ; vous avez, toute votre vie, manqué à tous vos devoirs, vous avez trompé, trahi tout le monde ; il n'y a pour vous rien de sacré ; vous vendriez votre père. Je vous ai comblé de biens et il n'y a rien dont vous ne soyez capable contre moi »

Il accuse alors son ministre d'être l'instigateur de la guerre d'Espagne, et d'être aussi celui qui l'a incité à tuer le duc d'Enghien :

« Ainsi, depuis dix mois, vous avez eu l'impudeur, parce que vous supposez, à tort et à travers, que mes affaires en Espagne vont mal, de dire à qui veut l'entendre que vous avez toujours blâmé mon entreprise sur ce royaume, tandis que c'est vous qui m'en avez donné la première idée, qui m'y avez persévéramment poussé ! [puis pensant au duc d'Enghien :] Cet homme, ce malheureux, par qui cependant ai-je été averti du lieu de sa résidence ? Qui m'a excité à sévir contre lui ? Étranger à la mort du duc d'Enghien ! Mais oubliez-vous que vous me l'avez conseillé par écrit ? Étranger aussi à la guerre d'Espagne ? Mais oubliez-vous que vous m'avez conseillé de recommencer la politique de Louis XIV ? Oubliez-vous que vous avez-été l'intermédiaire de toutes les négociations qui ont abouti à la guerre actuelle ? Quels sont vos projets ? Que voulez-vous ? Qu'espérez-vous ? Osez le dire ! Vous mériteriez que je vous brisasse comme du verre ; j'en ai le pouvoir ; mais je vous méprise trop pour en prendre la peine ! Oh ! tenez, vous êtes de la merde dans un bas de soie ! »

Cette dernière phrase, la plus célèbre et maintes fois répétées, est probablement apocryphe : le lieu, la date et l'identité de celui qui la prononce sont incertains.

## Conséquences
Napoléon  retire son poste de grand chambellan à Talleyrand et ce dernier est convaincu d'être arrêté, mais reste impassible : il aurait dit à la sortie du conseil : « Quel dommage, Messieurs, qu'un aussi grand homme ait été si mal élevé ». Au contraire de Fouché qui joue profil bas, il se présente toujours à la cour et ce dès le lendemain de la fameuse scène. Il fait intercéder Hortense de Beauharnais, sollicitée par Mme de Rémusat, auprès de Napoléon.